# Phelsume de Günther
Phelsuma guentheri
Espèce
Statut de conservation UICN

 VU  : Vulnérable
Statut CITES
Phelsuma guentheri , le Phelsume de Günther est une espèce de geckos de la famille des Gekkonidae. Elle est aussi appelée Gecko diurne de l'île Ronde.

## Répartition
Cette espèce est endémique de l'île Ronde, une île à une vingtaine de kilomètres au nord de l'île Maurice.
L'espèce était autrefois présente sur l'île Maurice elle-même avant que les rats n'y soient introduits.
Aujourd'hui confinée à l'île Ronde, elle y vit dans les palmiers bouteilles, les lataniers ou les pandanus. Mais comme l'essentiel de la végétation originelle a été détruite (notamment par les cyclones tropicaux), le phelsume de Günther a été amené à vivre de plus en plus souvent dans les anfractuosités rocheuses.

## Description
C'est un gecko diurne parmi les plus grands. Même s'ils sont souvent bien plus petits, les mâles peuvent atteindre une longueur totale d'environ 25 centimètres. Les femelles sont généralement plus petites qu'eux.
Le corps du reptile est grisâtre voire brunâtre. Une rayure marron foncé parcourt sa tête des narines jusqu'à l'organe auditif. Son dos est parfois marqué de points sombres. Certains individus présentent par ailleurs des stries jaunes sur les pattes et les orteils. Le ventre est blanc ou jaunâtre.
Seul le zoo de Jersey de la Jersey Wildlife Preservation en élève en captivité, l'espèce étant par ailleurs en danger.

## Alimentation
L'espèce se nourrit de nombreux insectes et autres invertébrés. Elle aime aussi lécher les fruits à la chair tendre et sucrée, le pollen et le nectar.

## Reproduction
Les femelles pondent de quatre à six œufs.
Les petits éclosent après approximativement 53 à 68 jours d'incubation.
Les jeunes mesurent 75 mm à la naissance.

## Protection
L'élevage de cette espèce est interdite car elle est extrêmement menacée par sa présence sur un unique îlot. Seules des organisations accrédités peuvent en élever, dans le cadre d'un plan de sauvegarde de l'espèce.

## Étymologie
Cette espèce est nommée en l'honneur d'Albert Charles Lewis Günther.

## Philatélie
Cette espèce a été figurée sur un timbre de Jersey (1984, 26 p.) et un timbre de Maurice (1 r.)

## Publication originale
- Boulenger, 1885 : Catalogue of the lizards in the British Museum (Natural History) I. Geckonidae, Eublepharidae, Uroplatidae, Pygopodidae, Agamidae, Second edition, London, vol. 1, p. 1-436 (texte intégral).